# Alegeri legislative în Suedia, 1911
În 1911 au fost susținute alegerile generale în Suedia în scopul alocării de mandate pentru una din cele două camere de legislatură ale Riksdag-ului suedez.  Aceste alegeri au constituit primele alegeri din Suedia cu sufragiu (drept de vot) universal pentru bărbați.
| Partid | Partid                                               | Voturi |
| ------ | ---------------------------------------------------- | ------ |
|        | Partidul Coaliției Liberale Liberala samlingspartiet | 40.2%  |
|        | Uniunea General Electorală Allmänna valmansförbundet | 31.2%  |
|        | Social Democrați Socialdemokraterna                  | 28.5%  |
|        | Alte partide                                         | 0.1%   |